# Fachinformationsdienst Darstellende Kunst

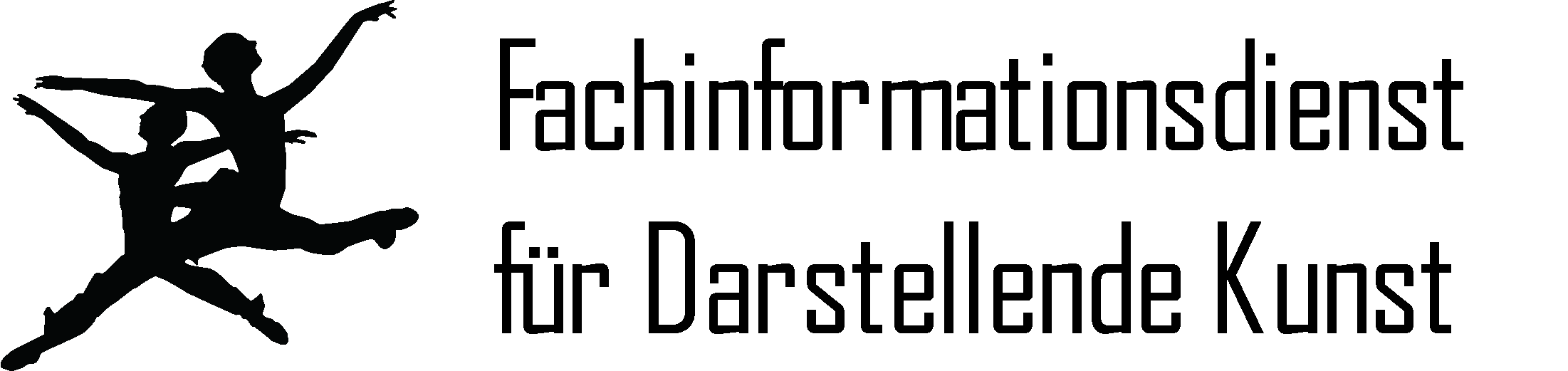
Logo des Fachinformationsdienstes Darstellende Kunst

Der Fachinformationsdienst Darstellende Kunst (FID Darstellende Kunst) erschließt Wissenschaftlern der Theater- und Tanzwissenschaft bedarfsgerechte Zugänge zu bislang schwer zugänglichen Wissensressourcen. Er wird seit 2015 an der Universitätsbibliothek Johann Christian Senckenberg (UB JCS) Frankfurt/Main aufgebaut.

## Hintergrund
Aufgrund der umfangreichen historischen Sammlungen erhielt die Universitätsbibliothek Johann Christian Senckenberg 1950 den Auftrag, in den Bereichen, Theater, Filmkunst, Rundfunk und Fernsehen (Sondersammelgebiete 9.3 und 9.4) in besonderem Maße Forschungsliteratur zu erwerben und überregional zur Verfügung zu stellen. Die Sondersammelgebiete 9.3 und 9.4 wurden in dieser Form bis zum Ende des Jahres 1997 von der UB JCS betreut. 1998 übernahm die Universitätsbibliothek Leipzig die Bereiche Filmtechnik, Funk, Fernsehen in den Rahmen des Sondersammelgebietes 3.5 Kommunikations- und Medienwissenschaften, Publizistik. Im Rahmen des Sondersammelgebiets wurde zusätzlich von 2007 bis 2012 die Virtuelle Fachbibliothek medien buehne film zusammen mit der Universitätsbibliothek Leipzig entwickelt und betrieben. Mit der Neustrukturierung der Förderung von Literaturversorgung seitens der Deutschen Forschungsgemeinschaft (DFG) endete dieses Programm für die genannten Fächer im Dezember 2013. Stattdessen wurde das Förderprogramm der Fachinformationsdienste neu aufgenommen.

## Beschreibung
Die digitale Zusammenführung von Archiv-, Sammlungs-, Museums- und Bibliotheksbeständen zur darstellenden Kunst im FID-Portal performing-arts.eu ist das erklärte Ziel des FID Darstellende Kunst. Dabei liegt der Fokus auf die Verfügbarmachung vormals proprietärer Archiv-, Forschungs- und Sammlungsdaten zur freien Recherche.
Ebenso wichtig wie der Aufbau des Rechercheportals ist für den FID Darstellende Kunst das Wirken als Koordinierungs- und Schnittstelle, zwischen der Zielgruppe der Fachwelt der Theater- und Tanzwissenschaft und den Gedächtnisinstitutionen der Darstellenden Kunst. So ist der FID Darstellende Kunst beispielsweise Mitinitiator und Koordinator der Arbeitsgruppe ARCHV der Gesellschaft für Theaterwissenschaft. Der FID Darstellende Kunst entwickelt und koordiniert Workshops und veröffentlicht Materialien, die den Arbeitsprozess dokumentieren. Ziel des FID Darstellende Kunst ist es, die Position der Fächer der darstellenden Kunst langfristig zu stärken und aus der Zusammenarbeit heraus weitere gemeinsame Projekte zu entwickeln. Der FID Darstellende Kunst arbeitet eng mit der Gesellschaft für Theaterwissenschaft und dem Bundesverband Theatersammlungen in Deutschland (TheSiD) zusammen.

## Technische Entwicklung
Technisch basiert das Suchportal auf der Open-Source-Software VuFind. Das Discovery System ermöglicht eine facettierte Suche über verschiedene Datensammlungen hinweg. Über Verknüpfungen mit Hilfe der Gemeinsamen Normdatei wird neben der Objektsuche auch eine Suche nach Personen und Ereignissen zur Darstellenden Kunst ermöglicht.

## Erwerbung
Die Erwerbung und Bereitstellung von Büchern und Materialien zur Darstellenden Kunst haben eine lange Tradition an der Universitätsbibliothek Johann Christian Senckenberg. Über sechzig Jahre, von 1950 bis 2015, wurde an der UB Frankfurt das Sondersammelgebiet Theater und Filmkunst betreut. Darüber hinaus bearbeitete und stellt die Abteilung Musik, Theater wertvolle historische Sammlungen sowie Vor- und Nachlässe zur Nutzung bereit. Der FID Darstellende Kunst hat mit Vertretern der Theater- und Tanzwissenschaft ein Erwerbungs- und Sammlungsprofil erarbeitet. Dieses deckt folgende Punkte ab:
- ausgewählte Fachliteratur, die inhaltlich entlegene Forschungsgebiete (z. B. Theaterethnologie, Schattenspiel) abbildet
- Forschungsliteratur, die außerhalb Europas und der USA publiziert wird, oder solche, die sich mit Phänomen und Forschungsgegenständen außerhalb Europas und der USA beschäftigt
- Zeitschriften mit einem Sammlungs-Alleinstellungsmerkmal in Deutschland bzw. preisintensive Reihen
- Bereitstellung von vom FID lizenzierten E-Book-Paketen fachrelevanter Verlage und Volltext-Datenbanken zur überregionalen Nutzung durch die Fachwelt

Über ein im FID-Portal bereitgestelltes Web-Formular können Nutzer Kaufvorschläge einreichen.